# 鈴木道雄
鈴木道雄（日语：すずき みちお，1887年2月18日—1982年10月27日）乃日本實業家、發明家，亦是鈴木式織機製作所（鈴木公司前身）創辦人、日本道路公團總裁。

## 生平簡歷
1887年（明治20年）2月18日生於靜岡縣濱名郡芳川村鼠野（今濱松市南區鼠野町），為典型農家之次男，取菅原道真之字「道雄」為名。童年時期便在棉花田裡幫忙採摘，1901年（明治34年）與木匠今村幸太郎簽訂7年長約，從學徒開始做起，學習木工技藝。1904年（明治37年）爆發日俄戰爭，建築生意逐漸減少，師傅今村轉而製作腳踏式織布機，於是鈴木也習得織機的技術和知識。
1908年（明治41年）21歲的鈴木修業期滿，由於當時日本社會逐漸從農業轉入工業，對腳踏式織布機的需求大增，遂在租賃的土地濱名郡天神町村字上中島上新田建起一幢二層樓的工廠，開始投入製造腳踏式織布機。由於身高不符合徵兵條件，僅被編入第二次補充兵，不必從軍投入日俄戰爭的鈴木得以專心於新事業。鈴木將第一臺自製的腳踏式織布機送給母親，而且他的織布機工作效率比起其他的多了10倍，於是訂單源源不絕而來，遂於1909年（明治42年）10月在濱名郡天神町村（今濱松市中區）設立「鈴木式織機製作所」。擁有發明頭腦與靈巧雙手的鈴木從紡織業者口中得知，對於可織出條紋花樣的織布機需求日增，因此1911年（明治44年）發明出可以先染出條紋花樣的二挺杼腳踏式織布機，翌年更設計出能自動交換緯紗、附有可織出格子花紋的杼箱上下器、經紗送出調節裝置等功能，並取得實用新型專利註冊。1916年（大正5年）鈴木設計出一挺杼力織布機及木鐵混製四挺杼力織布機，獲得栃木縣足利市舉行的纖維共進會一致評選為第一名。1920年（大正9年）公司改組成「鈴木式織機公司（鈴木式織機株式会社）」，3年後鈴木發明的自動捲取調節裝置亦取得實用新型專利。1926年受到遠州地區發生勞資爭議事件影響，雖然該公司也受到波及，但業務仍持續成長。1930年（昭和5年）鈴木發明了附有卡節約裝置的紗籠織布機，不但可以織出複雜的格子花紋，亦能節省紗線材料，出口到東南亞各地市場獲得好評。後來日本扶持成立滿州國而受到國際制裁，憤而退出國際聯盟，受到國際情勢的影響，紗籠織布機的外銷訂單急遽減少。
1940年在濱名郡可美村成立高塚工廠，1945年9月由於受到戰爭空襲波及，緊急關閉公司總部，暫時遷移至高塚工廠辦公；1947年5月將公司總部遷至靜岡縣濱松市南區高塚町300（現址）。1949年5月在東京､大阪､名古屋等各證券交易所股票上市，可惜在1950年5月因勞資爭議，公司經營陷入困境。同一時間，在鈴木道雄的贅婿鈴木俊三（舊姓木村，後來成為第二任社長）的提議下，公司開始投入二輪機動車輛的研發。1952年元月試作第一號「阿童木號（アトム号）」，直到同年4月完成最終型，命名為「Power Free號（パワーフリー号）」。為了宣傳自家產品，同年7月12日從公司總部出發，翌日抵達東京。同年7月當局修改道路交通法規，搭載排氣量60c.c.以下之二行程引擎、90c.c.以下之四行程引擎之機動車輛免除試驗許可。據此該公司以Power Free號為藍本繼續投入開發，1953年3月推出「Diamond Free號（ダイヤモンドフリー号）」。由於受到相當歡迎，每個月產量達4千輛。1953年7月舉行富士登山賽（富士登山レース），賽車手山下林作騎乘Diamond Free號奪下冠軍；接著同年10月舉辦的札幌至鹿兒島長距離比賽中，由源馬龍治擔任領軍，加藤定、小田木幸雄、金澤龍雄三名賽車手皆以Diamond Free號參賽，最後以93小時21分完成比賽。這些比賽成功打響鈴木公司的名號，月銷量也從4千輛增至6千輛；1954年（昭和29年）5月推出搭載90c.c.四行程引擎的「Colleda號（コレダ号CO型）」。在二輪車市場中站穩了腳步，也著眼於戰後國民對於四輪乘用車的需求，1954年6月1日遂將公司名稱改為「鈴木汽車公司（鈴木自動車株式会社）」。
其實早在1936年（昭和11年）該公司便完成四輪乘用車的試作品，後來因為第二次世界大戰而中斷。戰後縱然公司內部出現反對的聲音，鈴木道雄仍堅持繼續投入研發，1954年（昭和29年）完成試作車，最後終於在1955年10月發表輕型四輪乘用車鈴木Suzulight，一償其宿願。1957年2月，年屆70的鈴木道雄將鈴木汽車交棒給婿養子鈴木俊三，餘生經營父母留下的家具店。
1982年（昭和57年）鈴木道雄去世，享壽95歲，而他親手創辦的公司也在1990年（平成2年）改稱「鈴木公司（スズキ株式会社）」。

## 內部連結
- 紡織
- 鈴木公司

## 外部連結
- （日語）スズキ株式会社沿革 （页面存档备份，存于）
- （日語）浜松情報BOOK：鈴木道雄 （页面存档备份，存于）

| 鈴木公司歷代社長 |                                 |                 |
| 前任： '         | 第1任社長 1909年10月－1957年2月 | 繼任： 鈴木俊三 |